# Arrondissement de Bainet
L’arrondissement de Bainet est un arrondissement d'Haïti, subdivision du département du Sud-Est. Il a été créé autour de la ville de Bainet qui est aujourd'hui son chef-lieu. Il était peuplé par 123 491 habitants en 2009.
L'arrondissement ne regroupe que deux communes :
- Bainet
- Côtes-de-Fer